# Banerne på Møn
Banerne på Møn er to planlagte jernbanestrækninger på Møn, som aldrig blev gennemført. Lokale kræfter forsøgte længe at få bygget en jernbane på øen og i Jernbaneloven af 20. marts 1918, blev planen accepteret og staten skulle betale 50% af anlægsudgifterne. Resten af udgifterne var dog ualmindeligt svært at få finansieret, da mange tvivlede på hvorvidt banen ville være rentabel. I stedet blev de lokale sognekommuner enige om at oprette et fælles rutebilselskab i 1919.

## Strækningen

### Møns Klint-Bogø Færgehavn
Strækningen skulle være ca. 40 km:
- Møns Klint
- Magleby
- Borre
- Elmelunde
- Pollerup
- Keldbymagle
- Stege
- Lendemarke
- Neble – forbindelse til øens anden bane
- Damsholte
- Askeby
- Store Damme
- Hårbølle
- Fanefjord
- Bogø Færgehavn – færge til Bogø

### Neble-Koster Færgehavn
Strækningen skulle være ca. 6 km:
- Neble
- Kostervig
- Koster Færgehavn – færge til Kalvehave og forbindelse til Kalvehavebanen.